# Gičin Funakoši
Gichin Funakoshi, japonski mojster borilnih veščin, * 10. november 1868, Okinava, † 26. april 1957, Tokio. 

Funakoshi je bil eden prvih okinavskih mojstrov, ki je predstavil karate Japonski. Iznašel je Shotokan karate.

## Življenje
Gichin je deček začel trenirati dva stila borilnih veščin: Shorei-ryu in Shorin-ryu. Kasneje je oba stila  povezal v enega in mu nadel ime Shotokan karate. Shoto se je imenovalo Funakoshijevo pisalo, Shotokan pa pomeni Shoto šola. Leta 1936 je Gichin ustanovil svojo prvo šolo karateja - Shotokan dojo.
Ime karateja »Kitajska roka« je Gichin spremenil v karate »Prazna roka«, s čimer si je nakopal jezo rojakov. Zaradi spora je zapustil Okinavo, kamor se ni več vrnil. Leta 1955 je bila ustanovljena Japonska Zveza Karateja (JKA), njen predsednik pa je postal Gichin Funakoshi. Kljub temu ni podpiral vseh sprememb v karateju, ki jih je sprejela organizacija. V Tokiu je Gichin ostal vse do smrti in se je v kasnejšem obdobju posvetil pisanju. Med drugim je napisal avtobiografijo Karate-do: My way of life.

## Spomenik
1. decembra 1968 so v templju Engakuji, v Kamakuri postavili spomenik Gichinu Funakoshiju. Avtor spomenika jeKenji Ogata, prikazuje pa kaliografijo Gichina Funakoshija in Asahine Sogena, vrhovnega duhovnika v templju. Na spomeniku piše Karate ni sente nashi (Ni prvega napada v karateju), ki je drugo pravilo izmed dvajsetih Funakoshijevih pravil karateja. Na drugem spomeniku pa piše: Sensei Funakoshi Gichin, iz karate-do, se je rodil 10. 6. 1870 v Shuri na Okinawi. Od približno enajstih let je začel trenirati to-te jutsu pod nadzorom Azato Anko in Itosu Anko. Treniral je marljivo in leta 1912 postal predsednik Okinavske Shobukai. Maja leta 1922 se je odpravil v Tokio in postal profesionalni učitelj Karate-do. Živel je 88 let in zapustil ta svet 26. 4. 1957. Podobno kot to-te jutsu, je Sensei Gichin razlagal karate ter obdržal prvotno filozofijo. Kot klasične borilne veščine je tudi karate cilj razsvetlitev: očistiti učenjaka in ga narediti praznega iz spremembe »jutsu« v spremembo »do«. V svojih besedah »ni prvega napada v karateju« in »karate je borilna veščina inteligentnih ljudi«, nam je sensei pomagal razumeti besedo »jutsu«. V trudu se spominjati njegove čednosti in velikega prispevka Karateju-do kot pionir, smo mi njegovi zvesti učenci priredili Shotokai in vzdignili kip v Enkakuji. »Kenzen ichi« (Pest in zen sta eno)